# Thüringer Ministerium für Justiz, Migration und Verbraucherschutz

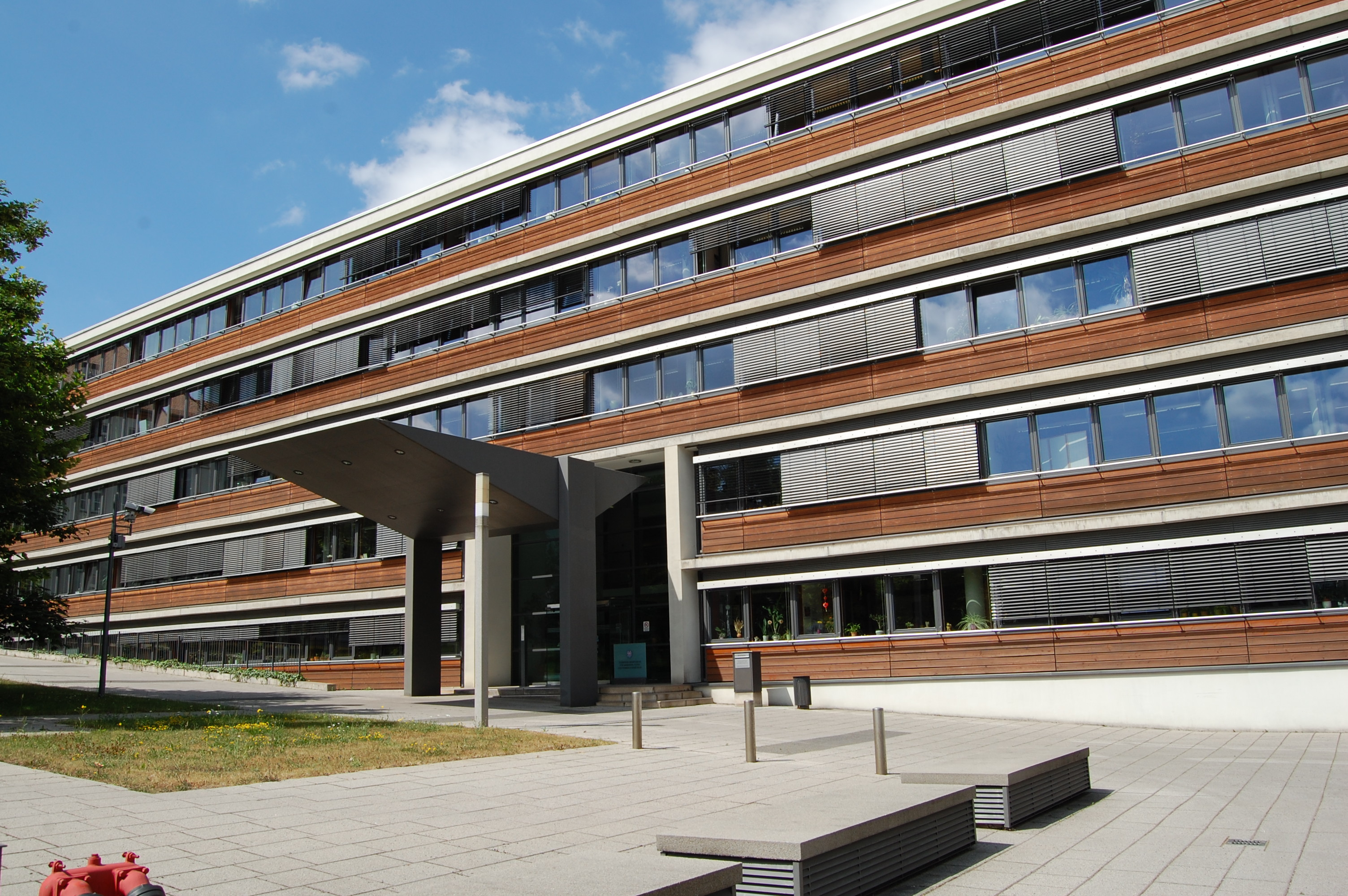
Ministeriumsgebäude, Haupteingang

Das Thüringer Ministerium für Justiz, Migration und Verbraucherschutz (TMJMV) ist eines der Ministerien des Freistaates Thüringen. Es wurde 1990 unter dem Namen Thüringer Justizministerium gegründet und hat seinen Sitz im Regierungsviertel „Am Alten Steiger“ am Südrand der Landeshauptstadt Erfurt. Thüringer Ministerin für Justiz, Migration und Verbraucherschutz ist seit dem 13. Dezember 2024 Beate Meißner (CDU).

## Geschichte und Aufgabenbereiche
Nach der Wiedererrichtung des Landes (ab 1993: Freistaates) Thüringen in Folge der Deutschen Wiedervereinigung wurde im November 1990 auch ein Thüringer Justizministerium eingerichtet. Mit Wirkung vom 18. Juni 1991 hieß es Thüringer Ministerium für Justiz, Bundes- und Europaangelegenheiten. Nach der Regierungsneubildung am 11. Februar 1992 trug es erneut den Namen Thüringer Justizministerium; für Bundes- und Europaangelegenheiten wurde ein eigenes Thüringer Ministerium für Bundes- und Europaangelegenheiten eingerichtet.
Mit Amtsübernahme der Großen Koalition von CDU und SPD am 30. November 1994 wurde das Ministerium in Thüringer Ministerium für Justiz und Europaangelegenheiten umbenannt. Nach dem Übergang des Geschäftsbereichs „Europaangelegenheiten“ an die Thüringer Staatskanzlei am 1. Oktober 1999 hieß es wiederum Thüringer Justizministerium. Infolge des Amtsantritts der Rot-rot-grünen Landesregierung am 5. Dezember 2014 bekam das Ministerium seinen seitherigen Namen und Zuschnitt.

## Organisation
Das Ministerium gliedert sich unterhalb der Leitungsebene in die folgenden Abteilungen:
- Abteilung 1: Zentralabteilung
- Abteilung 2: Migration und öffentliches Recht
- Abteilung 3: Zivilrecht, Verbraucherschutz und Strafrecht
- Abteilung 4: Justizvollzug

Als weitere Einrichtungen sind dem Ministerium das Justizprüfungsamt (oberste Landesbehörde) sowie die Thüringer Beauftragte für Integration, Migration und Flüchtlinge angegliedert.

## Weitere Behörden und Einrichtungen im Geschäftsbereich des Justizministeriums
- Thüringer Oberlandesgericht
- Thüringer Generalstaatsanwaltschaft
- Thüringer Oberverwaltungsgericht
- Thüringer Landesarbeitsgericht
- Thüringer Landessozialgericht
- Thüringer Finanzgericht
- Vier Landgerichte (Erfurt, Gera, Meiningen, Mühlhausen)
- Vier Staatsanwaltschaften (an den Amtssitzen der Landgerichte)
- 23 Amtsgerichte (Apolda, Altenburg, Arnstadt, Bad Salzungen, Erfurt, Eisenach, Gera, Gotha, Greiz, Heilbad Heiligenstadt, Hildburghausen, Jena, Meiningen, Mühlhausen, Nordhausen, Pößneck, Rudolstadt, Sömmerda, Sondershausen, Sonneberg, Stadtroda, Suhl, Weimar)
- Drei Verwaltungsgerichte (Gera, Meiningen, Weimar)
- Vier Arbeitsgerichte (Erfurt, Gera, Nordhausen, Suhl)
- Vier Sozialgerichte (Altenburg, Gotha, Meiningen, Nordhausen)
- Fünf Justizvollzugsanstalten (JVA Arnstadt, JVA Goldlauter in Suhl, JVA Hohenleuben, JVA Tonna, JVA Untermaßfeld)
- Jugendarrestanstalt Arnstadt
- Justizvollzugsbildungsstätte Gotha

## Liste der Justizminister seit 1920
Folgende Personen waren seit 1920 in Thüringen für Justiz zuständig:
| Name                                                   | Amtsantritt                      | Kabinett                   | Partei              |
| Minister für Justiz                                    | Minister für Justiz              | Minister für Justiz        | Minister für Justiz |
| ------------------------------------------------------ | -------------------------------- | -------------------------- | ------------------- |
| Arnold Paulssen                                        | 10. November 1920                | Paulssen I                 | DDP                 |
| Karl Eduard Freiherr von Brandenstein                  | 7. Oktober 1921                  | Frölich I                  | SPD                 |
| Roman Rittweger                                        | 20. Dezember 1922                | Frölich I                  | SPD                 |
| Karl Korsch                                            | 16. Oktober 1923                 | Frölich II                 | KPD                 |
| Richard Leutheußer                                     | 21. Februar 1924 30. April 1927  | Leutheußer I Leutheußer II | DVP                 |
| Karl Riedel                                            | 6. November 1928                 | Paulssen II                | DVP                 |
| Wilhelm Kästner                                        | 23. Januar 1930                  | Baum                       | WP                  |
| Otto Weber                                             | 26. August 1932 8. Mai 1933      | Sauckel Marschler          | NSDAP               |
| unbesetzt                                              | 9. Juni 1945 16. Juli 1945       | Brill Paul I               | –                   |
| Helmut R. Külz                                         | 4. Dezember 1946 9. Oktober 1947 | Paul II Eggerath I         | LDP                 |
| Hans Loch                                              | April 1948                       | Eggerath I                 | LDP                 |
| Ralph Liebler                                          | Februar 1950 25. November 1950   | Eggerath I Eggerath II     | LDP                 |
| Von 1952 bis 1990 existierte kein Land Thüringen       |                                  |                            |                     |
| Hans-Joachim Jentsch                                   | 8. November 1990                 | Duchač                     | CDU                 |
| Minister für Justiz, Bundes- und Europaangelegenheiten |                                  |                            |                     |
| Hans-Joachim Jentsch                                   | 18. Juni 1991                    | Duchač                     | CDU                 |
| Minister für Justiz                                    |                                  |                            |                     |
| Hans-Joachim Jentsch                                   | 5. Februar 1992                  | Vogel I                    | CDU                 |
| Minister für Justiz und Europaangelegenheiten          |                                  |                            |                     |
| Otto Kretschmer                                        | 30. November 1994                | Vogel II                   | SPD                 |
| Minister für Justiz                                    |                                  |                            |                     |
| Andreas Birkmann                                       | 1. Oktober 1999                  | Vogel III                  | CDU                 |
| Karl Heinz Gasser                                      | 11. November 2002 5. Juni 2003   | Vogel III Althaus I        | CDU                 |
| Harald Schliemann                                      | 8. Juli 2004                     | Althaus II                 | CDU                 |
| Marion Walsmann                                        | 8. Mai 2008                      | Althaus II                 | CDU                 |
| Holger Poppenhäger                                     | 4. November 2009                 | Lieberknecht               | SPD                 |
| Minister für Migration, Justiz und Verbraucherschutz   |                                  |                            |                     |
| Dieter Lauinger                                        | 5. Dezember 2014                 | Ramelow I                  | Grüne               |
| Sebastian von Ammon (kommissarisch)                    | 5. Februar 2020                  | Kemmerich                  | parteilos           |
| Dirk Adams                                             | 4. März 2020                     | Ramelow II                 | Grüne               |
| Anja Siegesmund (kommissarisch)                        | 9. Januar 2023                   | Ramelow II                 | Grüne               |
| Doreen Denstädt                                        | 1. Februar 2023                  | Ramelow II                 | Grüne               |
| Minister für Justiz, Migration und Verbraucherschutz   |                                  |                            |                     |
| Beate Meißner                                          | 13. Dezember 2024                | Voigt                      | CDU                 |

## Liste der Staatssekretäre seit 1990
Die Staatssekretäre sind die obersten Beamten des Freistaates Thüringen. Sie fungieren als Amtschefs der Ministerien, leiten einzelne Geschäftsbereiche oder übernehmen Sonderaufgaben.
| Name                | Amtszeit  | Anmerkung                                   |
| ------------------- | --------- | ------------------------------------------- |
| Wolfgang Egerter    | 1990–1992 | zuständig für den Geschäftsbereich „Europa“ |
| Karl Heinz Gasser   | 1990–1994 | zuständig für den Geschäftsbereich „Justiz“ |
| Volker Schemmel     | 1994–1999 |                                             |
| Manfred Scherer     | 1999–2001 |                                             |
| Arndt Koeppen       | 2001–2004 |                                             |
| Manfred Scherer     | 2004–2006 |                                             |
| Rüdiger Hütte       | 2006–2007 |                                             |
| Michael Haußner     | 2007–2009 |                                             |
| Dietmar Herz        | 2009–2014 |                                             |
| Silke Albin         | 2014–2017 |                                             |
| Sebastian von Ammon | 2017–2023 |                                             |
| Meike Herz          | 2023–2024 |                                             |
| Christian Klein     | seit 2024 |                                             |